# نبيل عاشور
نبيل عاشور (مواليد 7 أبريل 1982) هو لاعب كرة قدم عماني.
يلعب مع نادي النصر العماني،
وشارك مع المنتخب الوطني العماني
وفي سبتمبر 2007 انتقل إلى نادي الجهراء الكويتي
ثم عاد لنادية النصر العماني.

## روابط خارجية
- نبيل عاشور على موقع الاتحاد الدولي (مؤرشف)  (الإنجليزية)
- نبيل عاشور على موقع قاعدة بيانات كرة القدم.إي يو (الإنجليزية)
- نبيل عاشور على موقع ناشيونال فوتبول تيمز (الإنجليزية)
- نبيل عاشور على موقع Soccerway.com (الإنجليزية)
- نبيل عاشور على موقع كووورة